# Андреевское (Родниковский район)
Андреевское — деревня в Родниковском районе Ивановской области. Входит в состав Филисовского сельского поселения.

## География
Находится в центральной части Ивановской области на расстоянии приблизительно 9 км на восток по прямой от районного центра города Родники.

## История
В 1872 году здесь (тогда деревня Юрьевецкого уезда Костромской губернии) было учтено 50 дворов, в 1907 году — 49.

## Население
Постоянное население составляло 294 человека (1872 год), 188 (1897), 288 (1907), 18 в 2002 году (русские 100 %), 2 в 2010.